# Midnight Bayou
Midnight Bayou is een Amerikaanse televisiefilm van Lifetime Television uit 2009. De film is gebaseerd op een gelijknamig boek van Nora Roberts en maakt deel uit van een serie Nora Roberts-verfilmingen genaamd Nora Roberts filmcollectie 2009. Midnight Bayou werd geregisseerd oor Ralph Hemecker en heeft Jerry O'Connell, Lauren Stamile en Faye Dunaway in de hoofdrollen. De film speelt zich af in en rondom New Orleans en werd aldaar en op de Oak Alley Plantation opgenomen.

## Verhaal
De rijke jonge advocaat Declan verhuist naar Louisiana, waar hij in de buurt van New Orleans een oud plantagehuis gekocht heeft, om er arme mensen juridisch bij te staan in de nasleep van orkaan Katrina. Hij maakt er kennis met zijn buurvrouw Odette en diens kleindochter Lena, op wie hij verliefd wordt. Lena heeft echter een diep wantrouwen voor mannen, waardoor de relatie moeizaam verloopt.
Intussen begint Declan ook visioenen over vroeger te zien in zijn nieuwe huis. Hij gaat hierover te rade bij Odette en leert de legende over een drama dat zich zo'n 110 jaar eerder heeft afgespeeld in zijn huis. De twee zonen van de eigenares waren toen verliefd op het dienstmeisje Abigail. Die trouwde uiteindelijk met de oudste zoon Lucian en kreeg een dochter van hem. De zoon werd echter onterfd en twee weken later verdween Abigail met juwelen en achterlating van een briefje. Er ontstond vervolgens ruzie met de jongste zoon Julian, die door de oudste gedood werd.
Uiteindelijk komen ze erachter dat Declan de reïncarnatie van Abigail is en Lena die van Lucian. Door zijn visioen komt Declan stukje bij beetje te weten wat toen werkelijk gebeurd is. Julian had Abigail op een avond verkracht, vervolgens gedood en samen met zijn moeder doen verdwijnen. Ondertussen is ook Lena's drugsverslaafde moeder, die haar opvoeding aan haar grootmoeder had overgelaten, opgedoken, en die blijkt zonder het zelf te beseffen de reïncarnatie van Julian te zijn. De gebeurtenissen van die noodlottige avond in de jaren 1890 beginnen zich te herhalen, maar Lena kan verhinderen dat Declan gedood wordt.

## Rolverdeling
| Acteur                  | Personage          | Opmerkingen                                     |
| ----------------------- | ------------------ | ----------------------------------------------- |
| Jerry O'Connell         | Declan Fitzpatrick | Protagonist; de nieuwe eigenaar van Manet Hall. |
| Lauren Stamile          | (Ange)Lena Simone  | Lokaal caféhoudster en Declans nieuwe vlam.     |
| Faye Dunaway            | Odette Simone      | Declans buurvrouw en Lenas' grootmoeder.        |
| Isabella Hofmann        | Lilibeth Simone    | Lena's moeder                                   |
| Chris Lindsay           | Remy               | Declans vriend                                  |
| Ciera Payton            | Effie              | Remy's verloofde                                |
| Ashley LeConte Campbell | Josephine Manet    | Plantage-eigenares                              |
| Alan Ritchson           | Lucian Manet       | Josephines oudste zoon en erfgenaam.            |
| Alejandro Rose-Garcia   | Julian Manet       | Josephines jongste zoon                         |
| Bianca Malinowski       | Abigail            | Dienstmeisje en Julians vrouw                   |